# Dorothy Bundy
Ne doit pas être confondu avec Dorothy Cheney (scientifique).
Ne pas confondre avec May Sutton Bundy, sa mère également joueuse de tennis.
Pour les articles homonymes, voir Bundy.
Dorothy « Dodo » May Sutton Bundy (née le 1er septembre 1916 à Los Angeles, Californie, et morte le 23 novembre 2014 à Escondido) est une joueuse de tennis américaine. Elle a joué au plus haut niveau du milieu des années 1930 jusqu'à la fin des années 1950. Elle est aussi connue sous son nom de femme mariée, Dorothy Cheney.
Fille de May Sutton et Tom Bundy (tous deux champions de tennis), elle est la première Américaine à s'imposer en simple dames aux Internationaux d'Australie, en 1938, battant Dorothy Stevenson en finale.
Dorothy Bundy a également disputé trois finales en double dames et quatre en mixte dans les épreuves du Grand Chelem, chaque fois avec des partenaires différents, sans toutefois parvenir à s'imposer.
De 1937 à 1939, elle a fait partie de l'équipe américaine victorieuse de la Wightman Cup. 
Mariée en 1946 au pilote Art Cheney, elle n'a jamais arrêté de jouer au tennis. Elle détient le record du nombre de titres remportés sur le circuit senior de l'USTA : plus de 300 glanés depuis 1957.
Dorothy Bundy est membre du International Tennis Hall of Fame depuis 2004.

## Palmarès (partiel)

### Titres en simple dames
| No | Date       | Nom et lieu du tournoi             | Catégorie | Surface      | Finaliste         | Score    |          |
| -- | ---------- | ---------------------------------- | --------- | ------------ | ----------------- | -------- | -------- |
| 1  | 21-01-1938 | Australian Championships, Adélaïde | G. Chelem | Gazon (ext.) | Dorothy Stevenson | 6-3, 6-2 | Parcours |
| 2  | 1944       | Cincinnati tournament, Cincinnati  |           | Dur (ext.)   | Pauline Betz      | 7-5, 6-4 |          |

### Finales en simple dames
| No | Date       | Nom et lieu du tournoi                | Catégorie | Surface    | Vainqueure      | Score    |          |
| -- | ---------- | ------------------------------------- | --------- | ---------- | --------------- | -------- | -------- |
| 1  | 1945       | Cincinnati tournament, Cincinnati     |           | Dur (ext.) | Pauline Betz    | 6-2, 6-0 |          |
| 2  | 22-09-1956 | Pacific Coast Championships, Berkeley |           | Dur (ext.) | Shirley Bloomer | 6-0, 6-1 | Parcours |

### Titres en double dames
| No | Date       | Nom et lieu du tournoi           | Catégorie | Surface    | Partenaire    | Finalistes                          | Score         |          |
| -- | ---------- | -------------------------------- | --------- | ---------- | ------------- | ----------------------------------- | ------------- | -------- |
| 1  | 1944       | Cincinnati tournament Cincinnati |           | Dur (ext.) | Mary Arnold   | Pauline Betz Gloria Thompson        | 6-3, 6-2      |          |
| 2  | 1945       | Cincinnati tournament Cincinnati |           | Dur (ext.) | Sarah Palfrey | Mary Arnold Shirley Fry             | 6-2, 6-2      |          |
| 3  | 06-12-1954 | US Hardcourts La Jolla           |           | Dur (ext.) | Darlene Hard  | Patricia Canning Todd Mary Prentiss | 5-7, 7-5, 6-0 | Parcours |

### Finales en double dames
| No | Date       | Nom et lieu du tournoi                             | Catégorie | Surface      | Vainqueures                       | Partenaire       | Score         |          |
| -- | ---------- | -------------------------------------------------- | --------- | ------------ | --------------------------------- | ---------------- | ------------- | -------- |
| 1  | 21-01-1938 | Australian Championships Adélaïde                  | G. Chelem | Gazon (ext.) | Nancye Wynne Thelma Coyne         | Dorothy Workman  | 9-7, 6-4      | Parcours |
| 2  | 02-09-1940 | US National Championships Forest Hills             | G. Chelem | Gazon (ext.) | Sarah Palfrey Alice Marble        | Marjorie Gladman | 6-4, 6-3      | Parcours |
| 3  | 30-08-1941 | US National Championships Forest Hills             | G. Chelem | Gazon (ext.) | Sarah Palfrey Margaret Osborne    | Pauline Betz     | 3-6, 6-1, 6-4 | Parcours |
| 4  | 17-09-1953 | Pacific Coast Championships Berkeley               |           | Dur (ext.)   | Maureen Connolly Nell Hall Hopman | Margaret Jessee  | 6-3, 9-7      | Parcours |
| 5  | 22-09-1956 | Pacific Coast Championships Berkeley               |           | Dur (ext.)   | Shirley Bloomer Marta Hernández   | Margaret Jessee  | 6-3, 10-8     | Parcours |
| 6  | 07-12-1961 | US National Hard Courts La Jolla                   |           | Dur (ext.)   | Dorothy Knode Mary Prentiss       | Maggie Taylor    | 6-4, 6-2      | Parcours |
| 7  | 05-05-1962 | 76th Southern California Championships Los Angeles |           | Dur (ext.)   | Billie Jean Moffitt Karen Susman  | Carole Caldwell  | 4-6, 6-1, 6-3 | Parcours |
| 8  | 16-05-1966 | USLTA Hard Courts La Jolla                         |           | Dur (ext.)   | Rosie Casals Billie Jean King     | Nancy Richey     | 6-2, 6-4      | Parcours |

### Finales en double mixte
| No | Date       | Nom et lieu du tournoi                 | Catégorie | Surface      | Vainqueures                   | Partenaire   | Score    |          |
| -- | ---------- | -------------------------------------- | --------- | ------------ | ----------------------------- | ------------ | -------- | -------- |
| 1  | 02-09-1940 | US National Championships Forest Hills | G. Chelem | Gazon (ext.) | Alice Marble Bobby Riggs      | Jack Kramer  | 9-7, 6-1 | Parcours |
| 2  | 30-08-1944 | US National Championships Forest Hills | G. Chelem | Gazon (ext.) | Margaret Osborne Bill Talbert | Don McNeill  | 6-2, 6-3 | Parcours |
| 3  | 24-06-1946 | The Championships Wimbledon            | G. Chelem | Gazon (ext.) | Louise Brough Tom Brown       | Geoff Brown  | 6-4, 6-4 | Parcours |
| 4  | 18-07-1946 | Internationaux de France Paris         | G. Chelem | Terre (ext.) | Pauline Betz Budge Patty      | Tom Brown    | 7-5, 9-7 | Parcours |
| 5  | 17-09-1953 | Pacific Coast Championships Berkeley   |           | Dur (ext.)   | Shirley Fry Enrique Morea     | Gilbert Shea | 6-2, 6-4 | Parcours |

## Parcours en Grand Chelem (partiel)
Si l’expression « Grand Chelem » désigne classiquement les quatre tournois les plus importants de l’histoire du tennis, elle n'est utilisée pour la première fois qu'en 1933, et n'acquiert la plénitude de son sens que peu à peu à partir des années 1950.

### En simple dames
| Année | Championnat d'Australie | Championnat d'Australie | Internationaux de France | Internationaux de France | Wimbledon     | Wimbledon    | US National     | US National      |
| ----- | ----------------------- | ----------------------- | ------------------------ | ------------------------ | ------------- | ------------ | --------------- | ---------------- |
| 1938  | Victoire                | D. Stevenson            | -                        | -                        | 4e tour (1/8) | Sarah Fabyan | -               | -                |
| 1946  | -                       | -                       | 1/2 finale               | Pauline Betz             | 1/2 finale    | Pauline Betz | -               | -                |
| 1959  | -                       | -                       | -                        | -                        | -             | -            | 1er tour (1/32) | Christine Truman |

À droite du résultat, l’ultime adversaire.

### En double dames
| Année | Championnat d'Australie | Championnat d'Australie   | Internationaux de France   | Internationaux de France | Wimbledon                   | Wimbledon                   | US National                 | US National                |
| ----- | ----------------------- | ------------------------- | -------------------------- | ------------------------ | --------------------------- | --------------------------- | --------------------------- | -------------------------- |
| 1938  | Finale D. Workman       | Nancye Wynne Thelma Coyne | -                          | -                        | 2e tour (1/16) Helen Jacobs | Jean Saunders Valerie Scott | -                           | -                          |
| 1940  | -                       | -                         | -                          | -                        | -                           | -                           | Finale M. Gladman           | Sarah Palfrey Alice Marble |
| 1941  | -                       | -                         | -                          | -                        | -                           | -                           | Finale Pauline Betz         | Sarah Palfrey M. Osborne   |
| 1946  | -                       | -                         | 1/4 de finale Jędrzejowska | S. Iribarne P. Todd      | 1/2 finale P. Todd          | Louise Brough M. Osborne    | -                           | -                          |
| 1964  | -                       | -                         | -                          | -                        | -                           | -                           | 3e tour (1/8) H. McDowell   | C. Caldwell Nancy Richey   |
| 1966  | -                       | -                         | -                          | -                        | -                           | -                           | 1er tour (1/32) H. McDowell | Susan Behlmar Nancy Reed   |
| 1967  | -                       | -                         | -                          | -                        | -                           | -                           | 1er tour (1/32) H. McDowell | Lynn Abbes V. Ziegenfuss   |

Sous le résultat, la partenaire ; à droite, l’ultime équipe adverse.

### En double mixte
| Année | Championnat d'Australie    | Championnat d'Australie | Internationaux de France | Internationaux de France | Wimbledon          | Wimbledon               | US National               | US National              |
| ----- | -------------------------- | ----------------------- | ------------------------ | ------------------------ | ------------------ | ----------------------- | ------------------------- | ------------------------ |
| 1938  | 1/4 de finale Donald Budge | M. Wilson John Bromwich | -                        | -                        | -                  | -                       | -                         | -                        |
| 1940  | -                          | -                       | -                        | -                        | -                  | -                       | Finale Jack Kramer        | Alice Marble Bobby Riggs |
| 1944  | -                          | -                       | -                        | -                        | -                  | -                       | Finale Don McNeill        | M. Osborne Bill Talbert  |
| 1946  | -                          | -                       | Finale Tom Brown         | Pauline Betz Budge Patty | Finale Geoff Brown | Louise Brough Tom Brown | -                         | -                        |
| 1966  | -                          | -                       | -                        | -                        | -                  | -                       | 2e tour (1/8) R. Galloway | Nell Hall Bill Talbert   |

Sous le résultat, le partenaire ; à droite, l’ultime équipe adverse.